# Morro dos Prazeres
Le Morro dos Prazeres est une favela de Rio de Janeiro, au Brésil. Elle est située dans le quartier de Santa Teresa.

## Description
La communauté comprenait en 2014 environ 10 000 habitants. Elle est située au-dessus du quartier de Santa Teresa.
Le terrain de football le plus haut de Rio y est situé, il accueille des matchs entre policiers et jeunes habitants.

## Dans la culture populaire
Le film Troupe d'élite de José Padilha a été tourné dans la favela.
Un documentaire de Maria Ramos a été consacré à cette favela en 2014.